# Byzantinisches Recht
Das byzantinische Recht ist die Rechtsordnung, die im Byzantinischen Reich von dessen Entstehung – je nach Lesart, entweder Ende des 3. Jahrhunderts oder Mitte des 6. Jahrhunderts n. Chr. – bis zu seinem Untergang galt (Halosis). Die wissenschaftlichen Konzeptionen der unterschiedlichen fachlichen Betrachtungen führen zu jeweils abweichenden Datierungen des Beginns der byzantinischen Epoche. Als Ausgangspunkte und Wendemarken wurden und werden Nikaia 325, der Arabersturm ab den 630er-Jahren oder je nach Bewertung der Reformbestrebungen die Zeiten Diokletians, Theodosius’ oder Justinians beansprucht.
Byzantinisches Recht ist vornehmlich nachklassisches römisches Recht in griechischer Sprache. Der neuzeitliche Begriff ius Graeco-Romanum rührt daher. Die Rechtsbasis bildet das Corpus iuris, angereichert oder beeinflusst durch kaiserlich-weltliche beziehungsweise synodale (patriarchale) Rechtsetzung. Die bedeutendsten griechischen Lehreinrichtungen waren die Rechtsschulen von Beirut und Konstantinopel.
Neben dem römischen Recht war Kirchenrecht der Orthodoxen Kirche von Bedeutung. Nach dem Untergang des Byzantinischen Reiches im Jahr 1453 lebte das byzantinische Recht in der Rechtspraxis der griechischen Bevölkerung innerhalb des Osmanischen Reiches fort.

## Forschungsgeschichte

### Zachariae von Lingenthal
Wesentliche Beiträge zur Erforschung der byzantinischen Rechtsgeschichte hat im 19. Jahrhundert Karl Eduard Zachariae von Lingenthal geleistet. Im Zentrum seiner Forschung stand 1856 das „Personenrecht“, das er systematisch, d. h. auf die juristische Institutionen- und Dogmengeschichte, analysierte (Genese, Wandel und Untergang – nach Gustav Hugos Terminologie im 19. Jahrhundert: innere Rechtsgeschichte). Später erweiterte er um die Rechtsgebiete „Erbrecht“ (1858) und „Obligationen- wie Sachenrecht“ (1864).
Das byzantinische Recht war in seiner Dogmengeschichte kein in sich geschlossener Wurf, Zachariae unterteilte stattdessen in vier rechtsgeschichtliche Perioden. Den Ausgangspunkt erblickte er in den bereits erwähnten justinianischen Kompilationen des Corpus iuris. Die Fortsetzung verortete er im „mittelalterlichen Recht der Ecloga“ (vgl. Ekloge ton nomon). Im 9. Jahrhundert wirkte das von ihm so bezeichnete „Spätere Recht“, das als Wiederaufleben des justinianischen Rechts verstanden werden kann, und in der Folgezeit bis zur Eroberung von Konstantinopel (1453) das „Neueste Recht“, griechisch-römisches Recht unter der Oberhoheit der Osmanen in den Donaufürstentümern und im jungen griechischen Königreich.
Bereits 1839 hatte Zachariae ein Verzeichnis für die „äußere Rechtsgeschichte“ gefertigt. Sie umfasste begrifflich alle byzantinischen Rechtsquellen und literarischen Erzeugnisse. Darin unterschied er drei Epochen, die einerseits von Justinian I. (534–867) über Basileios I. bis zum Untergang Konstantinopels (867–1453) reichte und von der zeitgleichen Halosis der Stadt bis zu Otto von Griechenland (1453–1838).

### Spätere Forschung
Peter E. Pieler fasst die Dimension byzantinischer Rechtstexte in das zeitlich heute gängige Zeitfenster. Dieses öffnet sich mit Diokletian und reicht bis zur Halosis, nicht aber darüber hinaus. Der Maßstab einer konservativen Wertekonfession und Griechenlands Kodifikationsbestrebungen (dieses Bestreben prägte auch den Zeitgeist Zachariaes) reichten seiner Auffassung nach nicht aus, um die Periodisierung über die Halosis hinaus zu verlängern. Für eine Vorverlagerung des Beginns des byzantinischen Zeitalters von Justinian auf Diokletian spricht aus seiner Sicht der politisch bedeutsame Übergang von der konstitutionellen Monarchie des Prinzipats auf die absolutistisch ausgerichtete Staatsform der spätantiken Herrscher, die im Privatrecht vereinfachte Rechtsmethoden bevorzugten. Auch könne man das Christentum und die damit verbundene konstantinische Wende als Umbruch in ein neues Zeitalter werten.
Dieter Simon sieht Zachariaes Periodisierungsvorschlag teilweise als überholt an, teilweise als ihrer wissenschaftsgeschichtlichen Prämissen entledigt. Er trennt in Rechtsquellenhistorie und Institutionengeschichte und teilt in drei Phasen ein. Die frühbyzantinische Phase währte von 330 bis 842. Unter absolutistischer Anleitung wurde die Beseitigung der schwerwiegenden Folgen der Reichskrise mit der Reorganisation des römischen Normenkodexes angegangen, bis das System im 9. Jahrhundert zusammenbrach. Dem soll dann die mittelbyzantinische Phase von 842 bis 1261 gefolgt sein. Zu ihrem Beginn stand eine Renaissance, eine Rückbesinnung auf frühbyzantinische Werte und Errungenschaften, zum Ende (1261) stand die Zurückeroberung Thessalonikis und des lateinischen Kaiserreichs. Er wählt diesen Endpunkt, weil erst mit der Rückeroberung die erlittenen Verluste deutlich wurden. In einer spätbyzantinischen Phase von 1261 bis 1453, wurde bestehendes Normenmaterial gepflegt und im Wesentlichen behutsam verwaltet. Vermittelt durch Hans-Georg Beck, der Hieronymus Wolf zum Vater der deutschen Byzantinistik erklärt hat, vermutet Simon – wie auch andere Autoren –, dass der wieder eingeführte Begriff Byzantion (Grundbegriff für das byzantinische Recht)) möglicherweise die Erinnerung an das klassische Griechenland wiederaufleben lassen sollte, möglicherweise aber auch eine Abtrennung des „oströmischen Imperiums“ von der Geschichte des „alten Rom“ beabsichtigt war, jedenfalls habe sich seit dem 19. Jahrhundert der Begriff „byzantinisch“ neben „oströmisch“ in der Historiographie etabliert.
Die Akademie der Wissenschaften zu Göttingen unterhält eine Forschungsstelle Edition und Bearbeitung byzantinischer Rechtsquellen mit Sitz am Max-Planck-Institut für europäische Rechtsgeschichte in Frankfurt am Main.